# 矢木沢まり
矢木沢 まり（やぎさわ まり、本名：矢木沢 耕児（やぎさわ こうじ）、生年月日非公表）は、東京都江東区出身のニューハーフタレントである。

## 経歴
少年時代は仮面ライダーシリーズなどの特撮ドラマのファンで、そのシリーズのトレーディングカードを集めるほどの大ファンだったという。高校3年の時、ぴあの自主上映の「ホモ映画上映」の項目に興味を持ち、行ってみたところ、東郷健の上映会であった。そこで東郷と知り合い、新宿二丁目の存在を知り、出入りするようになった。大学に進学後、友達に頼まれて女装をした所、鏡に写った自分に見惚れ、女装に興味を持つようになる。
その後性別適合手術を受け女性の容姿となり、笑っていいとも!のコーナーに出演し脚光を浴び、ニューハーフを題材にした映画「Mr.レディー 夜明けのシンデレラ」に主演級で出演するなど、「女優」としても活動した。
笑っていいとも!以前に1988年放送の1億人のテレビ夢列島に出演（深夜コーナー深夜のねむけざましコンテスト最終回）している。また、日本テレビの早朝番組、「HAYAMI ENGLISH NETWORK -HEN-（早見優のアメリカンキッズの後継番組）」の表現を学ぶためのコーナー、「名門!ひな中卓球部（行け!稲中卓球部のパロディ）」にも出演していた。
太田プロダクションに所属していたが、2009年9月に同社ホームページのタレントリストから削除されている。

## 映画
- Mr.レディー 夜明けのシンデレラ（1989年）
- エバラ家の人々（1991年）
- 民暴の帝王（1993年） - ヒロミ 役[8]
- ショムニ（1998年） - リンダ 役[9]

## テレビドラマ
- 喧嘩屋右近（テレビ東京）
- 火曜ミステリー劇場「赤かぶ検事奮戦記1・おしゃべり地蔵殺人事件」（朝日放送）
- ルージュの伝言「雨の街を」（TBS）
- 熱血!新入社員宣言（TBS） - 第2話ゲスト出演
- 外科医有森冴子（日本テレビ） - 第11話ゲスト出演
- 夏!デパート物語（TBS）
- はぐれ刑事純情派（テレビ朝日）

ほか

## 書籍
- 『綺麗な私　Mr.レディーが教える美しくあるための最上級』（海越出版社、1993年） - 著書[6]
- 『ミリオンムック LA FIEVRE シーメール』（大洋図書、1990年） - 合同写真集